# 오징어 (놀이)

놀이판 그림. 공격진영 (1), 공격목표 (2), 수비진영 (3), 승급영역 (4), 기타 (5)의 다섯 영역으로 이루어진다.

오징어는 대한민국의 놀이이다. 여러 사람이 하는 놀이로, 공격과 수비의 두 편으로 나누어 경기를 진행하게 된다. 목적은 크게 두 가지로, 공격자가 공격 목적을 달성하거나, 서로 상대편을 전멸시키는 것이다.
공격 시에는 한 발로만 이동할 수 있다. 단, 안전 영역에 한 발을 대고 기타 지역에 한 발을 대는 것은 허용된다.
공격자가 철인 탄생 영역에서 다른쪽 승급 영역으로 도달하게 되면 모든 지역에서 두 발로 이동할 수 있게 된다.

## 게임 방법
- 화살표로 표시된 지역을 관통하면 관통한 공격 측은 다섯 발로 걸을 수 있다.(철인) 이때 수비는 4번구역을 지나가는 공격을 밀치거나, 넘어지게 하여 탈락시킬 수 있다.
- 아래쪽인 3번 부분의 아래쪽에서 4번 사이를 지나 5번을 밟으면 공격 성공이다.
  - 이때 외계인이 아니어도 지나갈 수 있지만  네발로 지나가야한다.
- 수비는 3번지역 안에서는 두 발을 써도 된다. 다른 곳에서는 깽깽이 다리로 가야한다.

## 대중 매체
- 넷플릭스 오리지널 드라마 오징어 게임 시리즈.